# Betpak-Dala
Betpak-Dala ali Betpaqdala kazaško Бетпақдала, Betpaqdala; iz turškega batpak, »močvirnat«, ali perzijskega bedbaht, »nesrečen« in turškega dala, »ravnina«; rusko Бетпак-Дала ali rusko Северная Голодная степь, lit. 'Lačna stepa') je puščavsko območje v regijah Ulytau, Karaganda, Turkestan in Zhambyl v Kazahstanu.

## Zgodovina
Jeseni 2014 je angleški raziskovalec Jamie Maddison (prej znan kot Jamie Bunchuk) zaključil ekspedicijo, s katero je prečkal Betpak-Dala v njenem polnem vzdolžnem obsegu, od Balhaškega jezera na vzhodu do reke Sarisu na zahodu. Pretekel je tudi 190 milj, skoraj osem maratonov, hrbet za hrbtom, v teku osmih dni v regiji.
Epizootija Pasteurellosis se je pojavila v Betpak-Dali maja 2015, v kateri je bilo potrjeno, da je umrlo več kot 120.000 antilop sajg, kar predstavlja več kot tretjino svetovne populacije.

## Geografija
Betpak-Dala je med spodnjim tokom reke Sarisu, reke Ču in Balhaškega jezera. Na severu, blizu vzporednika 46° 30', Betpak-Dala meji na Kazahstansko višavje, območje nizkih, zaobljenih, osamljenih gričev. Njena površina je približno 75.000 kvadratnih kilometrov. Na jugozahodu leži Aščikolska depresija. Puščava je ravna, rahlo valovita planota z nadmorsko višino od 300 metrov do 350 metrov in splošnim naklonom proti jugozahodu. Višine so največje na vzhodu. Na jugovzhodu višina Zheltau doseže 599 metrov na gori Sujkadir (Суықадыр) in 972 metrov na gori Kizilbelen (Кызылбелен).
Zahodni del Betpak-Dale je sestavljen iz nagubanih mezozojskih kamnin in vodoravno plastnatih paleogenskih drobljivih kamnin (pesek, peščenjak, glina in konglomerati). Vzhodno gričevnato območje ima razgibano zgradbo in je sestavljeno iz spodnjepaleozojskih sedimentno-metamorfnih kamnin in granita. 
Podnebje je ostro celinsko. Letna količina padavin je med 100 milimetri in 150 milimetrov, od tega jih le 15 odstotkov pade poleti. Poletja so suha in vroča; zime so mrzle z malo snega. Povprečna januarska temperatura je od −12 °C do −14 °C, povprečna julijska temperatura pa je od 24 °C do 26 °C.
Obstaja veliko plitvih slanih jezer, pogosto tipa sor (zaprta brezvodna depresija), kot so Arys, Buralkynyn Tuzy in Karakoin. Podzemnih voda, ki ponekod izvirajo, je veliko. Prevladujoča tla so sivo-rjavi puščavski solončak in soloneti.

## Rastlinstvo
Zahodna regija Betpak-Dala je glinasta puščava; Anabasis salsa raste v slanih depresijah, medtem ko pamirska ozimnica (Krascheninnikovia ceratoides) in sibirski grahovec (Caragana arborescens) rasteta na peščenih sipinah. Na vzhodu se glinasta puščava zliva s kamnito puščavo, kjer na skalnatih gričih uspeva Salsola arbuscula. Betpak-Dala se uporablja kot spomladanska in jesenska paša.

## V popularni kulturi
Zgodovina preučevanja puščave Betpak-Dala s strani ekspedicij pod vodstvom zoologa V. A. Selevina je opisana v knjigi M. D. Zvereva Konec bele lise. Njegova odprava leta 1936 je v puščavi izkopala fosilno favno Askazansor.
Leta 1975 je znana rok skupina Dos-Mukasan posnela osemminutno psihodelično instrumentalno pesem pod imenom "Betpak dala".